# Miliva
Miliva es un pueblo ubicado en la municipalidad de Despotovac, en el distrito de Pomoravlje, Serbia.

## Superficie
Posee una superficie de 12,95 kilómetros cuadrados.

## Demografía
Hasta 2011 la población era de 1073 habitantes, con una densidad de población de 82,84 habitantes por kilómetro cuadrado.